# Kroktjärnen (Hammerdals socken, Jämtland, 707241-147975)
Kroktjärnen är en sjö i Strömsunds kommun i Jämtland och ingår i Ångermanälvens huvudavrinningsområde.